# Acta est fabula
Acta est fabula  é um termo da antiga língua latina do Império Romano, traduzível literalmente por: "A peça está representada", palavras com que os Romanos anunciavam o fim dos espectáculos.